# Peter Heise
Pour les articles homonymes, voir Heise.
Peter Arnold Heise (né à Copenhague le 11 février 1830 – mort à Tarbaek le 12 septembre 1879) est un compositeur et organiste danois.

## Biographie
À la suite du décès de sa mère à sa naissance, il est en partie élevé dans la famille du philosophe et écrivain Frederik Christian Sibbern, ami de la famille. 
Plus tard, le père de Heise le pousse à devenir juriste, mais sa passion pour la musique lui fait changer de direction. Il a commencé à écrire des mélodies à l'âge de 19 ans. Encore jeune, il a collecté plusieurs centaines de chansons folkloriques dans les villages et utilisera ces airs dans Tornerose et Bergliot (Une romance historique Danoise).
Il fait ses études de musique avec Andreas Peter Berggreen et Niels Wilhelm Gade, qui aura une influence majeure sur son style. Puis il entre au Conservatoire de Leipzig pour étudier auprès de Moritz Hauptmann. De 1857 à 1865, il est professeur et organiste à l'Académie de Sorø. Entre 1861 et 1879, il effectue plusieurs voyages d'étude en Italie (1861-1862, 1867, 1868-1869 et 1879). Il va aussi à Paris en 1865. En Italie, il rencontre, entre autres, l'écrivain norvégien Bjørnstjerne Bjørnson et a souvent utilisé par la suite des textes de Bjørnson.
Il épouse Ville Heise (1838-1912), fille d’Alfred Hage, d’une famille fortunée, ce qui lui donnera l’aisance nécessaire pour se consacrer pleinement à son art.

## Œuvres
Peter Heise a écrit plus de 300 mélodies ou lieder, la plupart en danois. Un coffret de ses mélodies complètes avec certains des meilleurs chanteurs danois a été édité en 2021 par le label Dacapo. Certaines de ses mélodies sont aussi en allemand, ou en anglais, comme par exemple ses mélodies sur When I was and a little tiny boy et Five Erotic songs de Shakespeare.
Il a écrit aussi deux opéras. Le premier Paschaens datter (La fille du Pacha) a été créé le 30 septembre 1869. Le second opéra Drot og Marsk (Roi et maréchal, créé le 25 septembre 1878) raconte l' histoire de l'assassinat d'un roi médiéval, et porte la marque d'une certaine influence wagnérienne. Cet opéra reste encore aujourd’hui au répertoire. 
Sa musique instrumentale, généralement d'excellente qualité, compte 6 quatuors à cordes, un trio avec piano, un quintette avec piano, et nombre de sonates instrumentales.
Son quintette avec piano en fa majeur, composé en 1869, et pensé comme une réponse optimiste à celui de Brahms qu’il jugeait trop sombre, est une œuvre de premier plan. Néanmoins, l'œuvre est restée sous forme de manuscrit pendant 140 ans. En 2009, la première édition de ce quintette a été publiée par les Éditions Silvertrust, qui ont aussi réimprimé la Sonate pour violoncelle (1867) et ses deux Fantaisies pour violoncelle et piano.